# Kassenbotenräuber
Die Kassenbotenräuber waren eine dreiköpfige Bande, die in der Weimarer Republik und unter dem NS-Regime 31 Überfälle auf Kassenboten von Banken im Zeitraum von 1929 bis 1943 unternahmen. Dabei töteten sie durch Waffengewalt drei Menschen und verletzten 16 schwer. Die Beute der Räuber betrug insgesamt 480.058 Reichsmark. Die Bande ging in die deutsche Kriminalgeschichte ein, weil sie erstmals einen Personenkraftwagen (Pkw) für ihre Überfälle verwendeten.

## Methode der Überfälle
Den ersten Überfall unternahmen sie am 28. August 1929 in Hannover, wobei sie 60.000 Reichsmark erbeuteten und einen Kassenboten anschossen. Dieses Muster setzte sich in den folgenden Überfällen fort. Dabei hatten sie vor der Tat die örtlichen Verhältnisse erkundet, um genau den Zeitpunkt zu wählen, wann die Kassenboten das Geld für die Bank anlieferten oder abholten. Entscheidend für ihre Mobilität war der Einsatz eines gestohlenen PKW, den sie nach der Tat stehen ließen und in einen anderen PKW umstiegen. Durch den Einsatz eines PKW ergab sich für die Bande die Möglichkeit, zu jeder Tageszeit den Überfall auszuüben.

## Analyse der Tatorte
Die Analyse der Tatorte ergab eine Streuung der Orte im Westen, Süden und nach Osten bis nach Erfurt. Im Westen waren vor allem Orte in Ruhrgebiet und Umgebung wie Remscheid, Dortmund, Düren, Krefeld, Hamm, Witten, Lüdenscheid. Iserlohn und Solingen betroffen. Nach Süden gingen die Überfälle bis nach Pforzheim und Karlsruhe. Die Häufung der Orte im Westen ließ die Polizei darauf schließen, dass die Täter im Westen ihren Wohnsitz hatten. Die Leitung der Untersuchung der Überfälle führten der Kriminalkommissar Schuermann aus Düsseldorf und der Staatsanwalt Regula aus Hildesheim.

## Überfall in Goslar
Am 8. September 1938 überfiel die Bande in Goslar die Kassenboten Eikelmann und Fessel der Deutschen Bank in der damaligen Hindenburgstraße, die heute die Klubgartenstraße ist. Die Boten hatten ihren Kastenwagen vor dem Reichsbankgebäude abgestellt, das sich gegenüber dem Bahnhof befand. Wie der Bankdirektor ihnen aufgetragen hatte, nahmen sie ihre Pistolen nicht mit. Als Eikelmann allein am Kastenwagen stand, kamen zwei Männer auf ihn zu, bedrohten ihn mit einer Schusswaffe und nahmen ihm die Geldtasche mit 66.000 Reichsmark ab. Dann sprangen sie in ein Fahrzeug, das dort mit laufendem Motor stand und fuhren über den gerade geöffneten Bahnübergang, der auf der Bahnlinie Seesen-Goslar-Bad Harzburg liegt.
Für die Untersuchung des Überfalls wurde der Kriminalkommissar Karl Kiehne von der Landeskriminalpolizeistelle Hannover eingeschaltet. Seine Untersuchungen ergaben, dass es der Bande gelang, den sofort aufgestellten Polizeiposten im Umkreis von 20, 50 und 100 km Entfernung vom Tatort zu entkommen. Durch Zeugenaussagen gelang es, den PKW als  6-Zylinder-Hansa zu identifizieren. Der PKW wurde in der Friedrichstraße in Northeim entdeckt. Am PKW konnten mit den damaligen Methoden keine Spuren von den Tätern entdeckt werden. Als Kiehne die örtlichen  Polizeibehörden einschalten wollte, um die Gästelisten der Hotels zu überprüfen, wurde dies wegen des zu großen Aufwandes abgelehnt. Nachdem die Raubüberfälle endeten, untersuchte man diese Listen und fand die Namen der Täter in einem Goslarer Hotel.

## Ende der Serie 1943
Der letzte Überfall ereignete sich am 3. Juli 1943 in Krefeld. Durch den Krieg bedingt und behindert, unternahm nur ein Räuber den Überfall auf ein Fahrzeug. Als einer der bewaffneten Boten den Überfall erkannte, schoss er mit seiner Pistole direkt auf den Räuber, der schon auf dem Sitz vor dem Lenkrad saß. Dieser schoss zurück und verletzte die beiden Boten schwer. Ein Schuss eines Boten traf den Räuber in den Kopf und tötete ihn. Er wurde als der 43-jährige Franz Baumeister aus Mönchengladbach identifiziert.
Die Untersuchungen führten nun zum Bruder Paul Baumeister, der in der Florastraße in Düsseldorf wohnte. Dabei stellte sich heraus, dass er ganz nahe bei dem Mitarbeiter des Kriminalkommissars Schuermann, Kriminalobersekretär Bracken, wohnte. Noch größer war das Erstaunen, dass Paul Baumeister ein dienstverpflichteter Hilfspolizist war. Dieser konnte bei seiner beabsichtigten Verhaftung fliehen und wurde mehrere Tage verfolgt. Schließlich tötete er sich durch einen Schuss. Der dritte Räuber Paul Quaken befand sich zu dieser Zeit bei der Wehrmacht. Als er zu dem Begräbnis seines Komplizen Paul zurückkam, wurde er verhaftet und erhängte sich in seiner Zelle während der Untersuchungshaft.

## Liste der Überfälle
Unter der Angabe der Verletzten sind die Kassenboten zu verstehen, die von den Räubern bei dem Überfall angeschossen wurden. Dies gilt ebenso für die Angaben der Toten. Die Beute der Räuber wird jeweils in Reichsmark (RM) angegeben. Wenn den Räubern bei dem Überfall die Beute wieder abgenommen wurde, wird dies als Beute verloren bezeichnet.
- 28. August 1929: Hannover, 60.000 RM, 1 Verletzter
- 30. Dezember 1930: Mainz, 90.000 RM
- 31. Oktober 1932: Erfurt, Beute verloren, 1 Toter
- 17. Februar 1933: Offenbach, 14.100 RM
- 22. September 1933: Mannheim, 1.961 RM
- 10. November 1933: Karlsruhe, 1.000 RM, 1 Verletzter
- 30. November 1933: Remscheid, 4.500 RM
- 28. Dezember 1933: Mönchen-Gladbach, 2.300 RM
- 12. Januar 1934: Bonn, 800 RM, 1 Verletzter
- 9. März 1934: Düren, 3.000 RM
- 20. April 1934: Mainz, Beute verloren, 1 Toter
- 25. Mai 1934: Krefeld, 2.576 RM, 1 verletzter Passant
- 6. Juli 1934: Köln, 3.390 RM
- 10. August 1934: Frankfurt/Main, 631 RM
- 11. September 1934: Hannover, 20.000 RM
- 8. März 1935: Wuppertal, 3.200 RM
- 11. April 1935 Halle (Saale): 10.000 RM, 1 Verletzter
- 9. August 1935: Krefeld, 2.000 RM
- 20. September 1935: Dortmund, 1.000 RM, 1 verletzter Passant
- 18. Oktober 1935: Hildesheim, 9.500 RM
- 6. Februar 1936: Mannheim, 9.500 RM
- 28. Februar 1936: Velbert, 49.600 RM
- 27. November 1936: Witten, 10.000 RM
- 30. April 1937: Hamm, 8.000 RM
- 22. Juli 1937: Pforzheim, 15.000 RM, 1 Verletzter
- 31. Dezember 1937: Aschaffenburg, 27.000 RM
- 8. September 1938: Goslar, 66.000 RM
- 26. April 1940: Lüdenscheid, 30.000 RM, 1 Toter
- 31. März 1941: Iserlohn, 20.000 RM
- 6. August 1942: Solingen, 20.000 RM, 1 Verletzter
- 3. Juli 1943: Krefeld, 2 Verletzte, 1 toter Räuber

## Referenzen
- Karl Kiehne, Nicht nur Rosen aus dem Klingelpütz – Ein Kripochef berichtet aus seinem Leben, Schneekluth, München 1972, ISBN 978-3-7951-0241-8